# Trimalaconothrus barbatus
Trimalaconothrus barbatus är en kvalsterart som beskrevs av Yamamoto 1977. Trimalaconothrus barbatus ingår i släktet Trimalaconothrus och familjen Malaconothridae. Inga underarter finns listade i Catalogue of Life.